# Puig del Faig
Puig del Faig är en bergstopp i Spanien.   Den ligger i provinsen Província de Girona och regionen Katalonien, i den östra delen av landet, 600 km öster om huvudstaden Madrid. Toppen på Puig del Faig är 925 meter över havet.
Terrängen runt Puig del Faig är kuperad åt sydost, men åt nordväst är den bergig. Runt Puig del Faig är det glesbefolkat, med 16 invånare per kvadratkilometer. Närmaste större samhälle är Llers, 17,3 km sydost om Puig del Faig. I omgivningarna runt Puig del Faig växer i huvudsak blandskog.